# 新潟県獣医師会
公益社団法人新潟県獣医師会（にいがたけんじゅういしかい 、英称：Niigata Veterinary Medical Association）は、新潟県知事所管の新潟県の獣医師を会員とする公益社団法人。

## 本部所在地
- 〒950－0965 新潟県新潟市中央区新光町15番地2 県公社総合ビル6階

## 業務内容
- 獣医師会員の学術技能向上のための研修会・講習会事業等の実施
- 新潟県との動物に関する連携事業
- 疾病している野鳥の保護・救護
- 県内各学校で飼われている動物の飼育指導
- 県内各市町村との動物に関する連携事業
- 狂犬病の予防接種・防止活動